# أندريه باكن
أندريه باكن (مواليد 3 يناير 1978) هو سبّاح قيرغيزستاني، مثّل بلاده في الألعاب الأولمبية الصيفية 2000.

## روابط خارجية
أندريه باكن على موقع الاتحاد الدولي للسباحة (الإنجليزية)
- أندريه باكن على موقع أوليمبيديا (الإنجليزية)